# Märta Stenevi

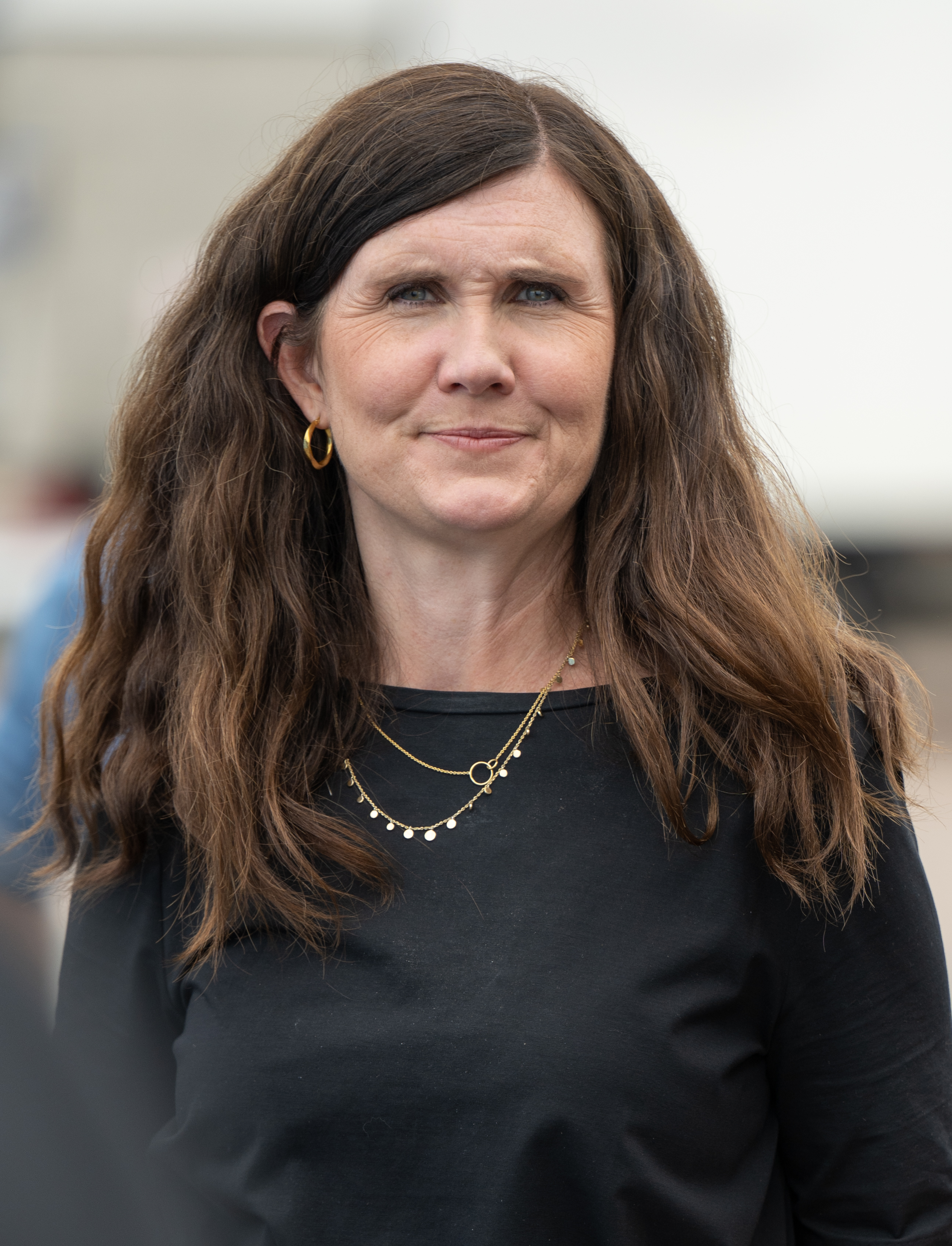
Märta Stenevi (2022)

Anna Märta Viktoria Stenevi (geboren am 30. März 1976 als Wallin in der Allhelgonaförsamlingen, einer Gemeinde in Lund) ist eine schwedische Politikerin der Miljöpartiet de Gröna. Vom 5. Februar 2021 bis zum 30. November 2021 bis war sie schwedische Ministerin für Gleichstellung und Wohnungsbau in den Regierungen Löfven II und Löfven III. Von 2021 bis 2024 war Stenevi Sprecherin ihrer Partei.

## Biografie
Stenevi studierte Literaturwissenschaften, Film, Verlagswesen und Betriebswirtschaftslehre an der Universität Lund. Sie war etwa 15 Jahre lang in der Buchbranche tätig, unter anderem als Marketingleiterin bei Bokus, einem schwedischen Internetbuchhandel, und als Einkaufsleiterin bei IMP Nordic.
Stenevi lebt in einer Lebenspartnerschaft und hat drei Kinder. Sie lebt in Malmö.

## Politische Karriere
In den Jahren 2014 bis 2016 war sie Regionalrätin in Skåne, 2016–2019 Gemeinderätin in Malmö und 2019–2021 Parteisekretärin der Miljöparti. Bei den Europawahlen 2019 lag sie auf Platz sieben der Grünen-Liste, wurde aber nicht gewählt.
Märta Stenevi war eine der Kandidatinnen für die Wahl der Sprecherin der Grünen 2021 und wurde von mehreren Beobachtern als Favoritin für die Nachfolge von Isabella Lövin angesehen. Sie wurde vom Nominierungsausschuss vorgeschlagen und erhielt bei dieser Wahl auf dem Parteitag am 31. Januar 2021 142 von 265 Stimmen. Gemeinsam mit Per Bolund, ab 2023 mit Daniel Helldén, bildete sie die Doppelspitze der Partei.
Am 5. Februar 2021 wurde sie zur Ministerin für Gleichstellung und Wohnen in der Regierung Löfven II ernannt. Dieses Amt behielt sie bis zum Bruch der Regierung Löfven III im November 2021. Bei der Wahl zum Schwedischen Reichstag 2022 wurde sie als Abgeordnete in das Parlament gewählt.
Im Februar 2024 trat Stenevi aus gesundheitlichen Gründen von ihrer Position als Sprecherin der Grünen zurück. Ihren Sitz im Reichstag behielt sie.